# Giro di Sardegna 1961
Il Giro di Sardegna 1961, quarta edizione della corsa, si svolse dal 26 febbraio al 3 marzo 1961 su un percorso di 982 km, suddiviso su 6 tappe, con partenza da Torino, in occasione del centesimo anniversario del Regno d'Italia, di cui la città di Torino fu prima capitale, e arrivo a Cagliari. La vittoria fu appannaggio del belga Emile Daems, che completò il percorso in 25h27'18", precedendo l'italiano Arnaldo Pambianco ed il francese Jean Stablinski.

## Tappe
| Tappa  | Data        | Percorso                       | km  | Vincitore di tappa  | Leader cl. generale |
| ------ | ----------- | ------------------------------ | --- | ------------------- | ------------------- |
| 1ª     | 26 febbraio | Torino > Genova                | 183 | Gilbert Desmet      | Gilbert Desmet      |
| 2ª     | 27 febbraio | Porto Torres > Tempio Pausania | 101 | Rik Van Looy        | Emile Daems         |
| 3ª     | 28 febbraio | Tempio Pausania > Oristano     | 206 | Armando Pellegrini  | Emile Daems         |
| 4ª     | 1º marzo    | Oristano > Nuoro               | 110 | Federico Bahamontes | Emile Daems         |
| 5ª     | 2 marzo     | Nuoro > Sassari                | 157 | Antonio Bailetti    | Emile Daems         |
| 6ª     | 3 marzo     | Sassari > Cagliari             | 225 | Rik Van Looy        | Emile Daems         |
| Totale | Totale      | Totale                         | 982 |                     |                     |

## Dettagli delle tappe

### 1ª tappa
- 26 febbraio: Torino > Genova – 183 km

Risultati
| Pos. | Corridore      | Squadra | Tempo    |
| ---- | -------------- | ------- | -------- |
| 1    | Gilbert Desmet | Carpano | 4h32'41" |
| 2    | Emile Daems    | Philco  | a 3"     |
| 3    | Fred De Bruyne | Baratti | s.t.     |

| Pos. | Corridore      | Squadra | Tempo |
| ---- | -------------- | ------- | ----- |
| 1    | Gilbert Desmet | Carpano | ?     |

### 2ª tappa
- 27 febbraio: Porto Torres > Tempio Pausania – 101 km

Risultati
| Pos. | Corridore            | Squadra | Tempo    |
| ---- | -------------------- | ------- | -------- |
| 1    | Rik Van Looy         | Faema   | 2h57'29" |
| 2    | Martin Van Geneugden | Baratti | a 4"     |
| 3    | Gastone Nencini      | Ignis   | a 44"    |

| Pos. | Corridore   | Squadra | Tempo |
| ---- | ----------- | ------- | ----- |
| 1    | Emile Daems | Philco  | ?     |

### 3ª tappa
- 28 febbraio: Tempio Pausania > Oristano – 206 km

Risultati
| Pos. | Corridore          | Squadra | Tempo    |
| ---- | ------------------ | ------- | -------- |
| 1    | Armando Pellegrini | Faema   | 5h32'20" |
| 2    | Arnaldo Pambianco  | Fides   | s.t.     |
| 3    | Rik Van Looy       | Faema   | a 3'54"  |

| Pos. | Corridore   | Squadra | Tempo |
| ---- | ----------- | ------- | ----- |
| 1    | Emile Daems | Philco  | ?     |

### 4ª tappa
- 1º marzo: Oristano > Nuoro – 110 km

Risultati
| Pos. | Corridore           | Squadra | Tempo    |
| ---- | ------------------- | ------- | -------- |
| 1    | Federico Bahamontes | Vov     | 2h47'40" |
| 2    | Armand Desmet       | Faema   | a 7"     |
| 3    | Edgard Sorgeloos    | Faema   | a 42"    |

| Pos. | Corridore   | Squadra | Tempo |
| ---- | ----------- | ------- | ----- |
| 1    | Emile Daems | Philco  | ?     |

### 5ª tappa
- 2 marzo: Nuoro > Sassari – 157 km

Risultati
| Pos. | Corridore        | Squadra | Tempo    |
| ---- | ---------------- | ------- | -------- |
| 1    | Antonio Bailetti | Bianchi | 4h14'45" |
| 2    | Vittorio Adorni  | Vov     | s.t.     |
| 3    | Nino Defilippis  | Carpano | a 41"    |

| Pos. | Corridore   | Squadra | Tempo |
| ---- | ----------- | ------- | ----- |
| 1    | Emile Daems | Philco  | ?     |

### 6ª tappa
- 3 marzo: Sassari > Cagliari – 225 km

Risultati
| Pos. | Corridore        | Squadra | Tempo    |
| ---- | ---------------- | ------- | -------- |
| 1    | Rik Van Looy     | Faema   | 5h14'44" |
| 2    | Adriano Zamboni  | Molteni | s.t.     |
| 3    | Edgard Sorgeloos | Faema   | s.t.     |

| Pos. | Corridore         | Squadra | Tempo     |
| ---- | ----------------- | ------- | --------- |
| 1    | Emile Daems       | Philco  | 25h27'18" |
| 2    | Arnaldo Pambianco | Fides   | a 25"     |
| 3    | Jean Stablinski   | Helyett | a 1'04"   |

## Classifiche finali

### Classifica generale
| Pos. | Corridore            | Squadra              | Tempo     |
| ---- | -------------------- | -------------------- | --------- |
| 1    | Emile Daems          | Philco               | 25h27'18" |
| 2    | Arnaldo Pambianco    | Fides                | a 25"     |
| 3    | Jean Stablinski      | Helyett-Fynsec       | a 1'04"   |
| 4    | Andre Cloarec        | Helyett-Fynsec       | a 1'11"   |
| 5    | Fred De Bruyne       | Baratti-Milano       | a 1'17"   |
| 6    | Rik Van Looy         | Faema                | a 1'25"   |
| 7    | Édouard Delberghe    | Helyett-Fynsec       | a 2'00"   |
| 8    | Attilio Porteri      | San Pellegrino Sport | a 2'46"   |
| 9    | Martin Van Geneugden | Baratti-Milano       | a 2'51"   |
| 10   | Oreste Magni         | Fides                | a 2'52"   |

### Classifica scalatori
| Pos. | Corridore           | Squadra | Punti |
| ---- | ------------------- | ------- | ----- |
| 1    | Federico Bahamontes | Vov     | ?     |